# Janvier 1982

## Événements
- 8 janvier : pour échapper aux poursuites anti-trust, le groupe ATT accepte de se scinder.

- 11 janvier : 
  - Constitution au Honduras. Elle donne aux militaires des assurances d’être totalement à l’abri des fluctuations politiques (le chef d’État-major est nommé pour cinq ans, soit un an de plus que le mandat présidentiel, et révocable par la majorité des deux tiers par l’assemblée).
  - La Principauté des Asturies, l'Andalousie et la Cantabrie acceptent par référendum le statut d'autonomie.

- 16 janvier : France, décret abaissant la durée légale du travail à 39 heures et octroyant une 5e semaine de congés payés

- 23 janvier, (Formule 1) : Alain Prost remporte le premier grand prix de la saison en Afrique du Sud sur Renault.

- 27 janvier : Roberto Suazo Córdova, réformiste au pouvoir au Honduras.

## Naissances
- 3 janvier : « Manzanares » (José María Dolls Samper), matador espagnol.
- 5 janvier :
  - Jaroslav Plašil, footballeur tchèque.
  - Karel Geraerts, footballeur belge.
  - Morgan Turinui, joueur de l'Équipe d'Australie de rugby à XV.
- 6 janvier : Gilbert Arenas, joueur de basket-ball NBA.
- 7 janvier : Lauren Cohan, actrice américano-britannique.
- 8 janvier : 
  - Gaby Hoffmann, actrice américaine.
  - Khalid ben Mohammed ben Zayed Al Nahyane, prince héritier d'Abou Dhabi.
- 9 janvier : « Kate » Middleton, épouse du prince William, duc de Cambridge, héritier de la couronne du Royaume-Uni.
- 11 janvier : Julie Villers, comédienne et humoriste belge.
- 12 janvier : Paul-Henri Mathieu, joueur de tennis français.
- 13 janvier :
  - Guillermo Coria, joueur de tennis argentin.
  - Erwann Le Péchoux, escrimeur français.
  - Olivier Fontenette, footballeur français.
- 14 janvier : Víctor Valdés, footballeur espagnol.
- 16 janvier : Tuncay Şanlı, footballeur turc.
- 17 janvier :
  - Dwyane Wade, joueur de basket-ball NBA américain.
  - Ricardo Bóvio, footballeur brésilien.
- 18 janvier : Álvaro Pérez Mejía, footballeur espagnol.
- 19 janvier : 
  - Mike Komisarek, joueur de hockey évoluant avec les Maple Leafs de Toronto.
  - Pete Buttigieg, homme politique américain, Ancien Maire de South Bend et 19e secrétaire aux Transports des États-Unis.
  - Zineb El Rhazoui, journaliste franco-marocaine.
- 20 janvier : Ruchi Sanghvi, ingénieure informaticienne et femme d'affaires indo-américaine.
- 21 janvier :
  - Nicolas Mahut, joueur de tennis français.
- 22 janvier :
  - Fabricio Coloccini, footballeur argentin.
  - Peter Jehle, gardien de but de football né au Liechtenstein.
  - Martin Koch, sauteur à ski autrichien.
- 23 janvier : Erika Moulet, journaliste française.
- 25 janvier : Noemi, chanteuse italienne.
- 26 janvier : Kalimba Marichal, chanteur mexicain.
- 27 janvier :
  - David Dadunashvili, joueur de rugby à XV de l'équipe de Géorgie.
  - Sattar Zare, footballeur iranien.
- 28 janvier :
  - Michaël Guigou, joueur de handball français.
  - Gorgi Katcharava, joueur de rugby à XV évoluant dans l'équipe de Géorgie.
  - Sébastien Puygrenier, footballeur français.
- 29 janvier :
  - Kim Dong-jin, footballeur sud-coréen.
  - Michael Claassens, joueur de l'équipe d'Afrique du Sud de rugby à XV.
  - Adam Lambert, chanteur américain.
- 30 janvier :
  - Andreas Görlitz, footballeur allemand.
  - Gilles Yapi-Yapo, footballeur ivoirien.
- 31 janvier : Alexei Verbov, joueur de volley-ball russe.

## Décès
- 1er janvier : Paul Belmondo, sculpteur français.
- 13 janvier : Marcel Camus, cinéaste français.
- 20 janvier : Marc Demeyer, coureur cycliste belge (° 19 avril 1950).
- 22 janvier : Eduardo Frei, ancien président du Chili.
- 24 janvier : Julian Snow, homme politique britannique (° 24 février 1910).